# Bauhinia forficata
Espèce
Classification APG IV (2016)
Statut de conservation UICN

 LC  : Préoccupation mineure
Bauhinia forficata, ou pata-de-vaca (« patte de vache ») surnommée ainsi en raison de ses feuilles en forme de sabot, est une espèce de plantes à fleurs de la famille des fabacées. C'est un arbre qui se retrouve en Amérique du Sud dans des habitats du type forêt atlantique. Des études ayant prouvé qu’elle contient de l’insuline, cette plante est suivie dans la recherche sur le diabète

## Caractéristiques

### Port général

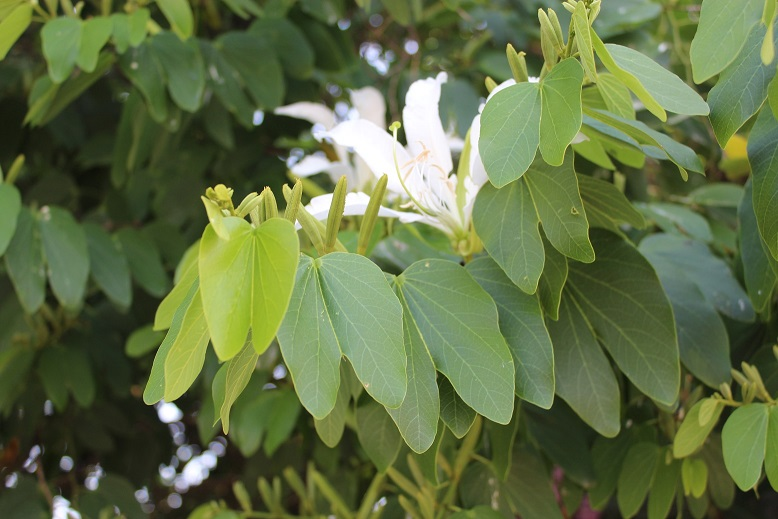
Feuilles de Bauhinia forficata.

Bauhinia forficata est un petit arbre de 5 à 9 m de haut ou plus ,. Les branches sont tombantes et susceptibles de se briser ,.

### Appareil végétatif
Les feuilles sont simples, alternes avec une nervation palmée. Celles-ci sont partiellement persistantes (« partly deciduous ») et conservent leur couleur verte toute l’année. La forme de la feuille est orbiculée  avec une grande fente au milieu, ce qui donne une forme de sabot de vache arrondi, d’où son nom portugais « pata de vaca » qui se traduit en « patte de vache ».

### Appareil reproductif

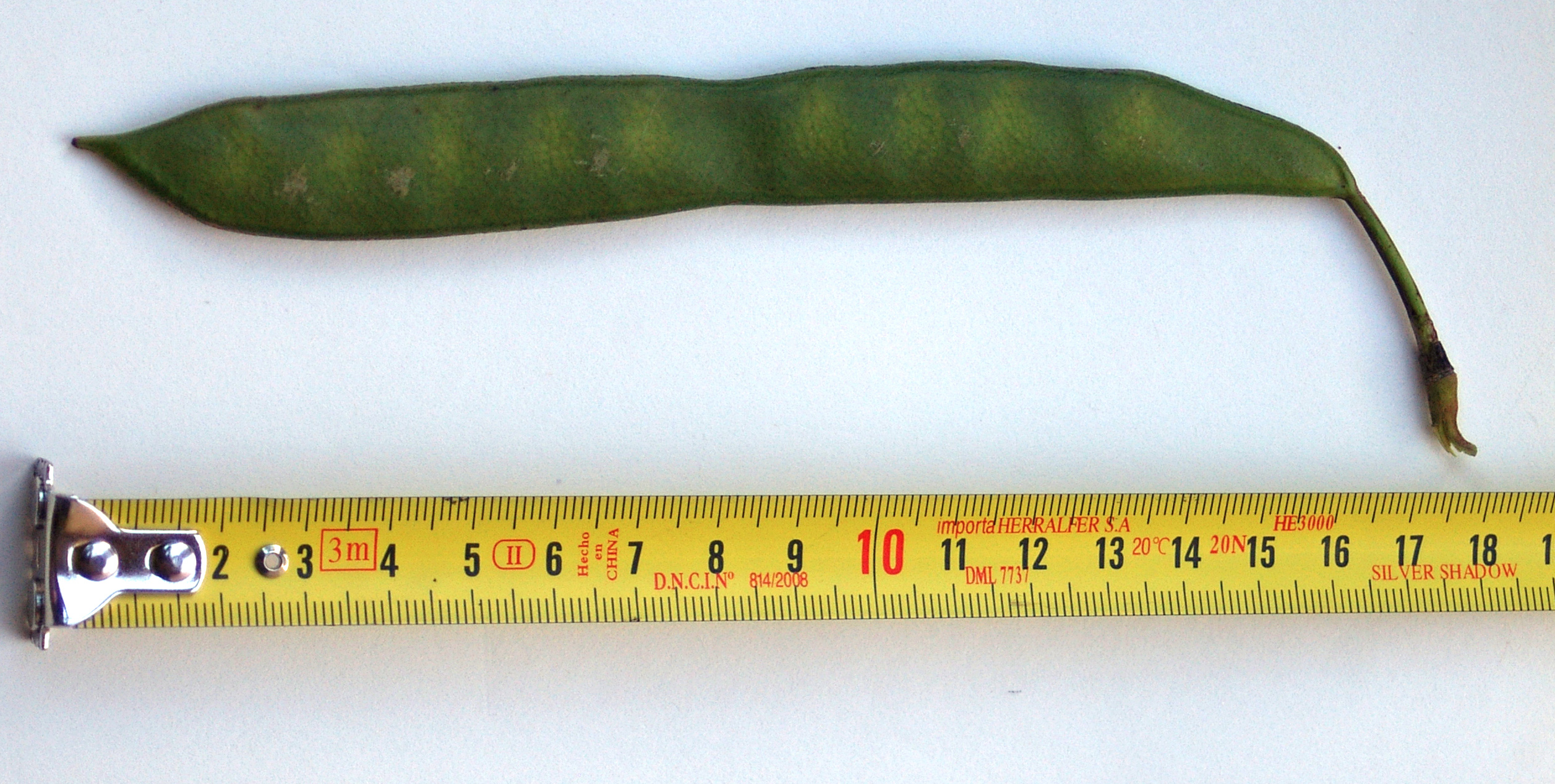
Fruit de Bauhinia forficata.

Les fleurs sont hermaphrodites , zygomorphes  et sont de couleurs blanches avec 5 pétales de grande taille et 5 sépales plus petits. Leur forme particulière ressemble légèrement à une fleur d’orchidée ce qui est à l’origine du surnom du genre “Brazilian orchid tree” qui signifie “arbre orchidée” .  Les fruits sont longs, sec et durs. Ils contiennent chacun entre 6 et 20 graines  ovales, de couleur brun verdâtre et entourées d’une enveloppe lisse . 

## Taxonomie et classification(s)

### Étymologie
Le nom du genre Bauhinia a été donné en l’honneur des frères Bauhin., Caspard Bauhin (1560-1624) et Johan Bauhin (1541-1613) qui furent les premiers à le décrire. Caspar Bauhin était un botaniste et a écrit le livre Pinax Theatri botanici, un index qui reprend les noms des plantes et fut le premier à essayer de classer les plantes de manière naturelle.
Le nom forficata provient du latin qui signifie « fortifié ».
Elle fut décrite par Heinrich Friedrich Link, un botaniste allemand, en 1821 dans une de ses publications, Enumeratio plantarum horti regii botanici Berolinensis altera.

### Synonymes
- Bauhinia candicans Benth.
- Bauhinia aculeata Vell.
- Bauhinia brasiliensis Vogel

### Sous-espèces
- Bauhinia forficata subsp. forficata[9],[10]
- Bauhinia forficata subsp. grandifolia
- Bauhinia forficata subsp. latifolia
- Bauhinia forficata subsp. longiflora (Bong)
- Bauhinia forficata subsp. platypetala (Berc)
- Bauhinia forficata subsp. pruinosa (Fortunato & Wunderlin)

## Écologie

### Répartition géographique
On trouve B. forficata dans les forêts tropicales de l’Amérique du Sud au Pérou, au Brésil, en Bolivie, dans le nord-est de l'Argentine, en Uruguay et dans l'est du Paraguay ,,. Elle est également présente de manière importante dans la région de Rio de Janeiro et dans la forêt ombrophile du sud du Brésil.

### Habitat
On la retrouve dans une gamme d’altitudes comprise entre 50 et 1000 mètres, où la pluviométrie varie entre 950 mm et 2200 mm d’eau . Bauhinia forficata est une plante principalement héliophile, mais elle peut supporter les zones d’ombre et résiste aux vents violents . Cependant, l’arbre orchidée brésilien ne supporte pas l’obscurité .
Au niveau des sols, B. forficata est une plante à très large amplitude qui tolère tous types de sols comme les sols acides, salins ou basiques mais a besoin d’un sol assez riche et fertile pour assurer sa croissance . Elle se développe correctement sur les sols humides tant que ce dernier est bien drainé de tout excès d’eau ,. mais peut néanmoins supporter des périodes d’inondations et sécheresses passagères ,,. Cependant, B. forficata ne supporte pas l’exposition au milieu maritime .

### Cycle de vie
La plante fleurit entre février et août et ses fleurs sont pollinisées par des insectes .
Les fruits apparaissent de l’été à l’automne (en Californie) , en fonction de l’époque de floraison [5]et se dispersent principalement par le biais d’oiseaux frugivores .
Les jeunes plants de B. forficata possèdent une croissance rapide qui peut atteindre jusqu’à 3,5 m en 2 ans . Par la suite, le taux de croissance se stabilise entre 30 et 61 cm par année et a une longévité comprise entre 40 et 150 ans .

### Protection
B. forficata est une espèce qui prospère et est classée comme une espèce “préoccupation mineure” par l’IUCN et ne fait partie d’aucun programme de protection ou de conservation bien qu’elle soit présente dans de nombreuses zones protégées .

### Interaction avec d'autres organismes
Bien que la plupart des espèces du genre Bauhinia fassent une symbiose avec des bactéries sous forme de nodules, B. forficata ne possède pas de relation symbiotique et ne peut donc pas utiliser l’azote atmosphérique . Ses fleurs sont pollinisées par des insectes comme le sphinx du tabac (Manduca sexta) un papillon de la famille des Sphingidés pendant la nuit et par des abeilles comme Eulaema nigrita la journée ,. Contrairement aux autres espèces du genre Bauhinia, elle n’est pas pollinisée par des chauves-souris .
Les graines de B. forficata sont prédatées par certains coléoptères ravageurs de graines comme Gibbobruchus polycoccus, un coléoptère de la famille des chrysomèles. Cette prédation se fait directement sur la plante ou lorsque les graines sont dispersées et entraine une diminution du taux de germination des graines infestées 

## Propriétés
B. forficata est reconnue pour son activité hypoglycémiante due à une molécule présente dans ses feuilles : le kaempférol ,.

## Utilisation
B. forficata est reconnu comme étant plante possédant des vertus médicinales et est utilisée dans la médecine traditionnelle brésilienne sous forme d’infusion des racines, de l’écorce ou des feuilles ,. Ainsi, ses feuilles sont fortement consommées depuis que la recherche a prouvé que ses feuilles ont le pouvoir de réduire le taux de glucose sanguin ,,.
Elle présente notamment un intérêt pour les personnes atteintes de diabète car elle agit comme une insuline naturelle . Différents composés tels que des flavonoïdes et des glycosides ont été identifiés dans les feuilles et possèdent une activité hypoglycémiante. Le plus important semble être le kaempférol ,, un flavonoïde que l’on retrouve dans les feuilles de B. forficata et qui présente également une activité antioxydante qui permet de lutter contre le stress oxydatif qui découle du diabète ,.
De plus, les principes actifs des feuilles de l’orchidée brésilienne peuvent également jouer le rôle d’insuline pour lutter contre le venin de certains scorpions sud-américains comme Tytyus serrulatus qui a une activité hyperglycémiante et anti-insulinique .
D’autres études ont montré que des infusions des parties aériennes de B. forficata permettaient de résister à l’action coagulante de certains venins de serpents tels que le fer de lance brésilien Bothrops moojeni, un serpent venimeux d’Amérique du Sud. Cette inhibition est dû à l’interaction des principes actifs de l’infusion avec les enzymes de types thrombine du venin du serpent .  Ces enzymes sont des protéases qui agissent dans la cascade de réactions qui entraînent la coagulation . En inhibant l’activité de cette molécule, les principes actifs sont capables de contrer l’action du poison .
B. forficata possède également d’autres caractéristiques intéressantes comme une action diurétique pour combattre les problèmes de reins , ou les problèmes de cholestérol . Elle est également utilisée pour lutter contre l’éléphantiasis, une maladie qui se caractérise par un gonflement d’un membre .

## Agriculture et horticulture
B. forficata est surtout cultivée comme plante d’ornements pour ses belles fleurs qui ressemblent à celles des orchidées.  Une scarification de la graine peut favoriser sa germination, cela peut se faire en versant un peu d’eau bouillante sur la graine ou en perçant un petit trou dans la coque de la graine. Laisser tremper la graine dans de l’eau pendant 12-24h  permet une bonne germination. Le taux de germination est de l’ordre de 30%. Il faut entre 15 et 25 jours pour voir les plantules sortir de la terre. 6 mois plus tard, ces plantules devront être repiquées .

## Ennemis (maladies, ravageurs…)
Aucune maladie ne constitue une préoccupation majeure mais B. forficata est sensible aux pucerons ,. Les carences en potassium, magnésium et micronutriments sont courantes. L’apparition d’une chlorose interveinale (jaunissement) apparaît sur les feuilles lors d’une carence en magnésium alors que l’apparition de nécrose est due à une carence en potassium .